# Könsbekräftande vård
Könsbekräftande vård (äldre benämningar Könskorrigering, könskorrigerande behandling) är den medicinska och kirurgiska behandling som används för att ändra en persons kroppsliga kön. De som genomgår könsbekräftande behandling är transsexuella och ibland även intersexuella patienter, i de fall de som barn givits medicinsk behandling för att passa i ett kön de som vuxna känner inte korresponderar till deras könsidentitet.

## Behandlingsriktlinjer
Ansvariga för att ta fram internationella behandlingsriktlinjer för Könsidentitetsstörningar och transsexualism är World Professional Association for Transgender Health (WPATH). De rekommenderar en trestegsprocess som omfattar ett så kallat real-life-experience, "verklig livsupplevelse" (då patienten förväntas leva som sitt självupplevda kön), hormonbehandling med könshormoner passande det självupplevda könet och könskorrigerande kirurgi.
Ordningen kan ibland vara lämplig att ändra, så att hormonterapin initieras före real-life-experience eller alterneras så att både hormonterapi och mastektomi föregår ett real-life-experience.
Psykoterapi kan enligt WPATH vara en del av behandlingen, men man anser inte att den alltid behövs. Man har också på senare år börjat göra läkare och andra kliniskt verksamma i den könsbekräftande vården uppmärksamma på att inte alla patienter behöver eller vill genomgå samtliga delar av den tredelade behandlingen.
Enligt socialstyrelsen är könsbekräftande behandling evidensbaserad. Könsbekräftande vård av unga är däremot debatterad vetenskapligt, medicinskt och politiskt. Kunskapen om resultat avseende vård av barn är i nuläget otillräcklig eftersom det inte forskats tillräckligt om just vård av barn, varför de även efterlyser mer forskning kring ämnet. Myndigheter i flera länder, däribland även Sverige, har på senare tid begränsat den könsbekräftande vården av unga.

## Könsbekräftande vård i Sverige

### Behandlingsgång för vuxna i den könsbekräftande vården
I Sverige diagnosticeras, utreds, först patienten av psykologer och psykiatriker med specialistkompetens på området; man ger  könsbekräftande vård först efter diagnos gått att fastställa. Utredningen inkluderar att se till att om diagnoskriterierna är uppfyllda, vilket  bl.a. görs utifrån en differentiell diagnos, även patientens psykiska och sociala stabilitet, fysiska och psykiska förutsättningar för övergång i motsatt könsroll och grad av medvetenhet av vad ett könsbyte innebär spelar in i diagnosprocessen. Det handlar alltså huvudsaklingen om att bekräfta att identiteten förelegat under längre tid och uppfattas vara stabil över tid, samt att se till att det inte är något annat psykologiskt fenomen som ger upphov till vad patienten uppfattar som en könsinkongruens. Det kan också ingå stödjande samtalsterapi.  
Efter diagnos fastställts erbjuds bl.a. hormonterapi (transsexualism) och hårborttagning, logopedhjälp eller bröstreducerade operation, beroende på patientens önskemål och behov.
När diagnos fastslagits utfärdar behandlande läkare ett intyg där patientens behov av ett juridiskt könsbyte och könsbekräftande operationer tillstyrks. Patienten ansöker hos Socialstyrelsens rättsliga råd om tillstånd för ny juridisk könstillhörighet och könsbekräftande operationer. När Rättsliga Rådet gett tillstånd skickas remiss till en plastikkirurgisk klinik specialiserad på området och patienten erbjuds könsbekräftande kirurgiska ingrepp.
Man-till-kvinna-transsexuella kan senare erbjudas bröstförstorande operationer, om inte hormonterapin ger tillräcklig effekt. Även slipning av adamsäpple och trimning av stämband kan ges. För kvinna-till-man-transsexuella sker röstförändringar som en följd av hormonterapi.
Könsbekräftande behandling omfattas av den allmänna sjukvårdsförsäkringen och kostnaderna för patienten är detsamma som för annan sjukvård. Vissa landsting erbjuder dock inte samma mängd resurser vad gäller logopedi, hårborttagning eller stämbandsoperationer som andra landsting. Inte heller erbjuder svensk landstingsfinansierad sjukvård någon typ av feminiserande kirurgiska ingrepp i ansiktet, ingrepp för att förstora/förminska höfter, axlar eller händer/fötter eller för att korrigera längden så den bättre passar med normen för det självupplevda könet.
Väntetiderna i den svenska vården har kring 2020-2024 ökat i extremt stora proportioner, detta sägs vara bl.a. på grund av resurs och personalbrist, i o m den lavinartade ökningen av de som söker sig till den könsbekräftande vården. Eftersom det är utredningstiden som kräver merparten av personal och resurser, samt att diagnosmodellen innefattar viss patologisering, fråntagande av autonomi och brist på vård, har vissa forskare således argumenterat för en informed consent modell för vården, och då menat att detta är en giltig vårdmodell med goda fördelar.
Könsbekräftande vård för unga
2015 uttryckte svenska hälsovårdsmyndigheter att pubertetsblockerare och könshormoner  utgjorde en säker behandling för ungdomar med könsdysfori. Behandling med pubertetsblockerare används för att pausa den unga patientens pubertetsutveckling och på det sättet minska könsdysforin i väntan på irreversibel behandling när patienten mognat mentalt. Behandling med könshormoner är utformade för att så långt det går ändra kroppens sekundära könskarakteristika från att matcha det medfödda könet till att istället matcha patientens könsidentitet. 2022 fick bristande kunskap om behandlingarnas långsiktiga effekter myndigheterna att backa från sitt tidigare stöd för dessa behandlingar. Man bedömde att potentiella risker övervägde nyttan.
De svenska myndigheternas u-sväng i sin inställning till könsbekräftande vård för unga med dysfori fick internationell uppmärksamhet eftersom Sverige allmänt ses som föregångarland för HBTQI-rättigheter. Omsvängningen kom efter en kraftig ökning av antalet unga som söker vård för dysfori. Orsaken till den kraftiga ökningen är okänd.
Förändringarna har skett i strid med de rekommendationer som WPATH utfärdat och kan ses som ett ifrågasättande av WPATHs auktoritet på området.

## Steriliseringskrav
I många länder måste transsexuella för att få tillgång till könsbekräftande behandling genomgå sterilisering. De flesta europeiska och nordamerikanska länder, länder i Oceanien samt Japan har krävt att en patient som erbjuds könsbekräftande behandling måste vara steril. I länder som har särskild lagstiftning för könstillhörighetsfrågor ser man juridiskt olika på frågan. I Finland är avsaknad av fortplantningsförmåga inte ett krav sedan 2023.
Den 29 juli 2009 fastslog Europarådets kommissionär för mänskliga rättigheter i ett IssuePaper, "Human Rights and Gender Identity", att vilka som helst krav att undergå medicinska eller kirurgiska ingrepp för att erhålla ett juridiskt könsbyte strider mot Europakonventionen och föreslog alla rådets medlemsländer att upphöra med sterilisering eller annan påtvingad behandling.
I Storbritannien finns i och med den lagstiftning som trädde i kraft 2005 inget krav på att en transsexuell ska vara steriliserad eller sakna fortplantningsförmåga för att kunna få ändrad könstillhörighet. Kravet på sterilisering i Sverige avskaffades via en dom i Kammarrätten i Stockholm januari 2013. Då hade omkring 860 transsexuella tvångssteriliserats. I domen fastslogs att kravet stred mot de mänskliga rättigheterna, eftersom det stred mot både den svenska grundlagen och Europakonventionens artikel 8 och 14.

## Kritik av kirurgiska ingrepp
Det finns forskare som är tveksamma till viss könsbekräftande vård, såsom ett forskarlag vid Sheffields universitet som ifrågasätter hur evidensbaserad den könsbekräftande kirurgin är. De har utvärderat värdet av olika könsbekräftande kirurgiska ingrepp och menar att en del tillfredsställande resultat kunde rapporteras, men att omfattningen av nyttan respektive skadan för patienterna när det gällde individuella kirurgiska ingrepp inte kunde fastslås utifrån tillgängliga evidens. Detta motsägs av bland andra Friedemann Pfäfflin och Astrid Junge, som i sin översiktsstudie av sjuttio enskilda studier och åtta översiktsstudier, från ett otal länder, kom fram till att "könskorrigerande kirurgi, korrekt utförd efter korrekt diagnos, har bevisats vara ett värdefullt verktyg i behandlingen av individer med transgenderism".